# Stockton (Utah)
Stockton es el nombre de un pueblo ubicado en el Condado de Tooele en el estado estadounidense de Utah. En el año 2000 tenía una población de 443 habitantes y una densidad poblacional de 181,0 personas por km². 

## Geografía
Stockton se encuentra ubicado en las coordenadas 40°27′4″N 112°21′43″O / 40.45111, -112.36194. Según la Oficina del Censo, la localidad tiene un área total de 2,4 km² (0,9 mi²), de la cual toda es tierra.

## Demografía
Según la Oficina del Censo en 2000, habían 443 personas y 113 familias residentes en el lugar, 95,03% de los cuales eran personas de raza blanca. 
Según la Oficina del Censo en 2000 los ingresos medios por hogar en la localidad eran de $40.938, y los ingresos medios por familia eran $45,179. Los hombres tenían unos ingresos medios de $36.250 frente a los $25.000 para las mujeres. La renta per cápita para la localidad era de $15,894. Aproximadamente 6,6% de la población de Stockton se encuentran por debajo del umbral de pobreza.